# El Charco
El Charco é um município da Colômbia, localizado no departamento de Nariño.